# Oued el Khatt
El Río Oued el Khatt es un río intermitente y wadi que transcurre por el centro del territorio disputado de Sahara Occidental, que Marruecos reclama como suyo cerca de la frontera con Mauritania. El curso del río comienza inicialmente hacia el suroeste, girando al norte después de su unión con el wadi Oued Zbayra cerca de la pequeña ciudad de Dhaym al- Khayl. A partir de aquí se extiende al norte a unos 200 kilómetros antes de unirse con el intermitente Saguia el- Hamra, al sur de El Aaiún en la costa atlántica .